# James Stuart (5e grand sénéchal d'Écosse)
Pour les articles homonymes, voir James Stuart et Stuart.
James Stuart (5e grand sénéchal d'Écosse)  (mort le 16 juillet 1309) High Steward (ie Grand Sénéchal) héréditaire d'Écosse et Gardien de l'Écosse pendant l'absence de la reine Marguerite Ire d'Écosse et l'interrègne de  1290-1292.

## Origine
James ou Jacques est le fils d'Alexandre Stuart 4e Grand Sénéchal d'Écosse. L'identité de l'épouse d'Alexandre demeure inconnue.
La date de naissance de James n'est pas connue avec précision. Selon certaines sources anciennes, elle se place sans grande évidence aussi tôt que 1243. Cette estimation est désormais considérée comme improbable. Tout d'abord, parce que le père de James n'effectue son pèlerinage au sanctuaire de Saint-Jacques-de-Compostelle qu'au plus tôt en 1252 et que James/Jacques est vraisemblablement né après car le prénom James/Jacques est rare et inhabituel dans l'Écosse du XIIIe siècle et ne fait pas partie du stock onomastique de la famille des Stuart où alternent jusqu'alors les noms traditionnels de Walter (c'est-à-dire : Gaultier) et Alan (c'est-à-dire : Alain).
Il de plus probable que James ne soit pas le fils aîné d' Alexandre mais l'aîné de ses fils survivants. Pour ces raisons et aussi du fait que son fils et successeur Walter Stuart est décrit comme un « jeune homme imberbe » vers 1314 dans  The Brus de John Barbour il est vraisemblable que James soit né vers 1260 ou après.

## Première années
En 1286, James Stuart est désigné comme Gardien de l'Écosse pour le compte de la reine Marguerite Ire d'Écosse. Après la disparition prématurée de la jeune souveraine il demeure dans cette fonction pendant l'interrègne qui suit. Il se soumet au roi Édouard Ier d'Angleterre le 9 juillet 1297, bien qu'il ait été un partisan du « Compétiteur », Robert de Bruce.
Cependant pendant  la première Guerre d'Indépendance  il rejoint  William Wallace. Après la défaite de ce dernier lors de la Bataille de Falkirk en 1298, il aurait apporté son soutien à la cause de Robert Bruce , petit-fils du Compétiteur.

## Dernières années et mort
En 1302, avec plusieurs autres ambassadeurs dont John Comyn, Comte de Buchan, il est envoyé solliciter l'aide du roi de France contre  Édouard Ier d'Angleterre
Il est toutefois une nouvelle fois obligé de prêter serment de fidélité au roi d'Angleterre à Lanercost le 23 octobre 1306. Afin de renforcer l'engagement, le serment est fait sur les deux croix réputées les plus sainte d'Écosse, sur une hostie consacrée, les saints évangiles, et plusieurs reliques des saints. Il avait enfin également été convenu que l'excommunication frapperait ceux qui renieraient leur allégeance à Édouard. James Stuart obtient le titre de Comte de Lincoln en contrepartie.
James renie son allégeance et prend de nouveau fait et cause pour le parti patriotite écossais et il meurt partisan de Robert Bruce en 1309 

## Union et descendance
James, 5e Grand Sénéchal d'Écosse, eut comme épouse soit Cecilia, fille de Patrick IV Dunbar comte de Dunbar et de March,, ou plus probablement Gilles de Bourg, fille de Gautier de Bourg, comte d'Ulster. Par l'une de ces épouses il laisse donc: 
- Walter, 6e  High Steward (vers 1296–1327) qui épouse, Marjorie Bruce la fille du roi Robert Ier d'Écosse[4].

- John, tué le 14 octobre 1318 en Irlande lors de la  Bataille de Dundalk[4].

- Andrew[7], « jeune fils » [8],[9]

- James Stewart de Durisdeer, tuteur de son neveu le futur roi Robert II d'Écosse, en 1327[4].

- Egidia Stewart, qui épouse Sir Alexandre de Menzies, de  Durisdeer[4].

## Sources
- (en) Cet article est partiellement ou en totalité issu de l’article de Wikipédia en anglais intitulé « James Stewart, 5th High Steward of Scotland » (voir la liste des auteurs), édition du 13 octobre 2012.